# 福井明
福井 明（ふくい あきら）は、日本の実業家、馬主。
商品デザインを手がける会社を経営する傍ら、空手道場の師範でもあり、大阪府大阪市で道場「桜拳塾」を経営している。

## 馬主活動

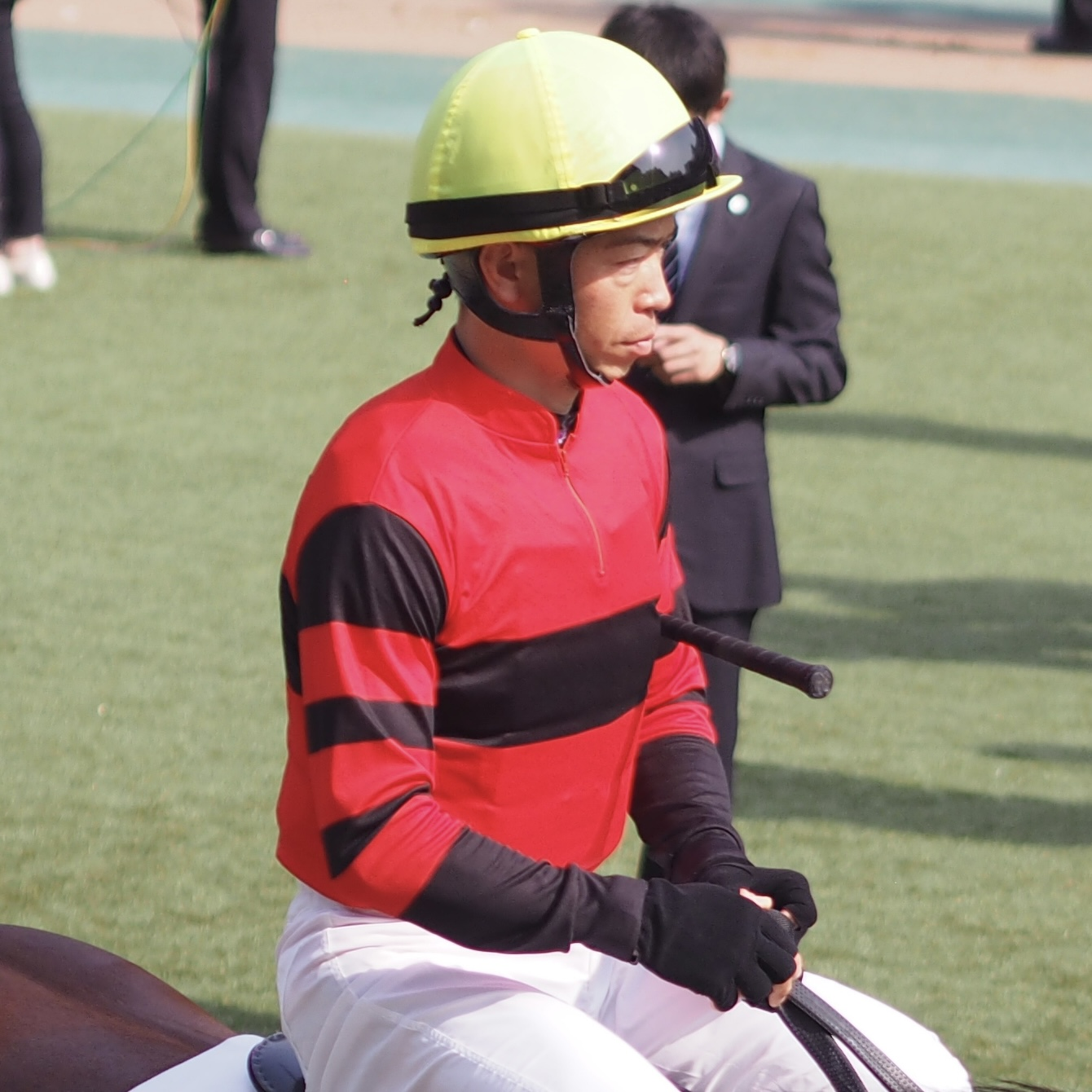
福井の勝負服を着用した北村宏司

日本中央競馬会（JRA）に登録する馬主としても知られる。勝負服の柄は赤、黒一本輪、黒袖赤三本輪、冠名は桜拳塾を由来とする「オウケン」を用いる。
競馬好きになったのは友人からの影響だといい、初めは予想に熱中していたものの、さらに馬に深く関わりたいという思いからクラブ法人に入会。合計60頭近くに出資したが、その中での活躍馬は2001年の新潟記念を制したサンプレイス程度であった。その後、社台グループオーナーズでの募集馬の共有をきっかけに個人馬主ともなる。

### 来歴
- 2002年 - 2月23日の2歳新馬戦を最初の単独所有馬である[1]オウケンガールで制し、中央競馬初出走初勝利。
- 2008年 - オウケンブルースリが菊花賞を制し、重賞競走およびGI級競走、ならびにクラシック競走初制覇を挙げた[注 1]。

### エピソード
「『燃えよドラゴン』は100回以上観ました」と語るほどのブルース・リーの大ファンで、彼に憧れて空手を始めた。所有馬の一頭であるオウケンブルースリの「ブルースリ」はブルース・リーが由来となっているが、日本の競走馬名にはカタカナ9文字以内の規定があるために「ブルースリー」ではなく「ブルースリ」となっている。

## 主な所有馬
所有馬は音無秀孝厩舎を中心に、栗東トレーニングセンターの厩舎に預託している。

### GI級競走優勝馬
- オウケンブルースリ（2008年菊花賞、2009年京都大賞典）

### 重賞競走優勝馬
- オウケンサクラ（2010年フラワーカップ）
- オウケンムーン（2018年共同通信杯）
- オウケンビリーヴ（2018年クラスターカップ）

### その他の所有馬
- アクションスター（2013年京成杯2着）
- オウケンワールド（2017年名鉄杯、種牡馬）